# Trinity Laban Conservatoire of Music and Dance

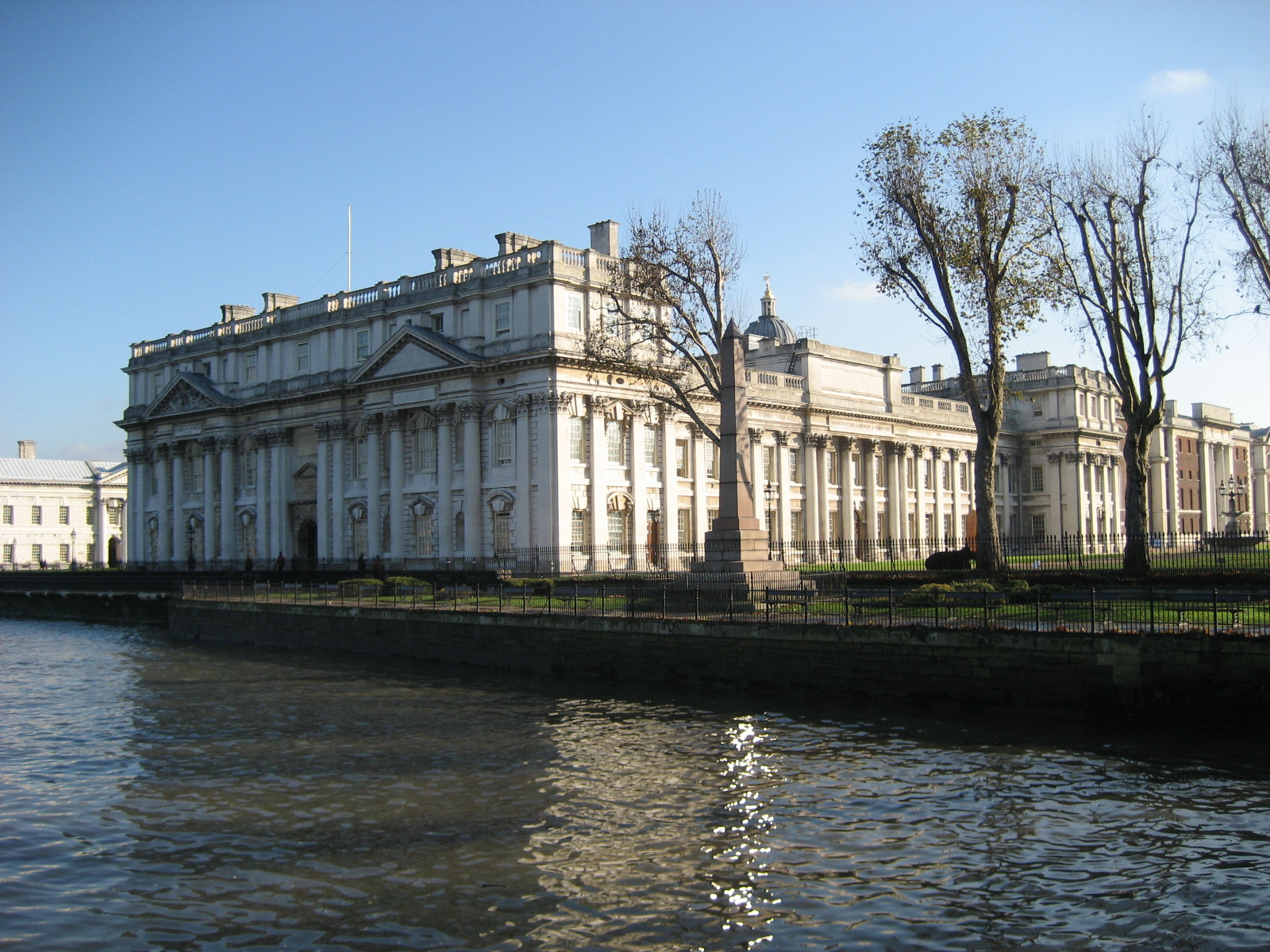
Das Trinity College of Music, von der Themse aus gesehen

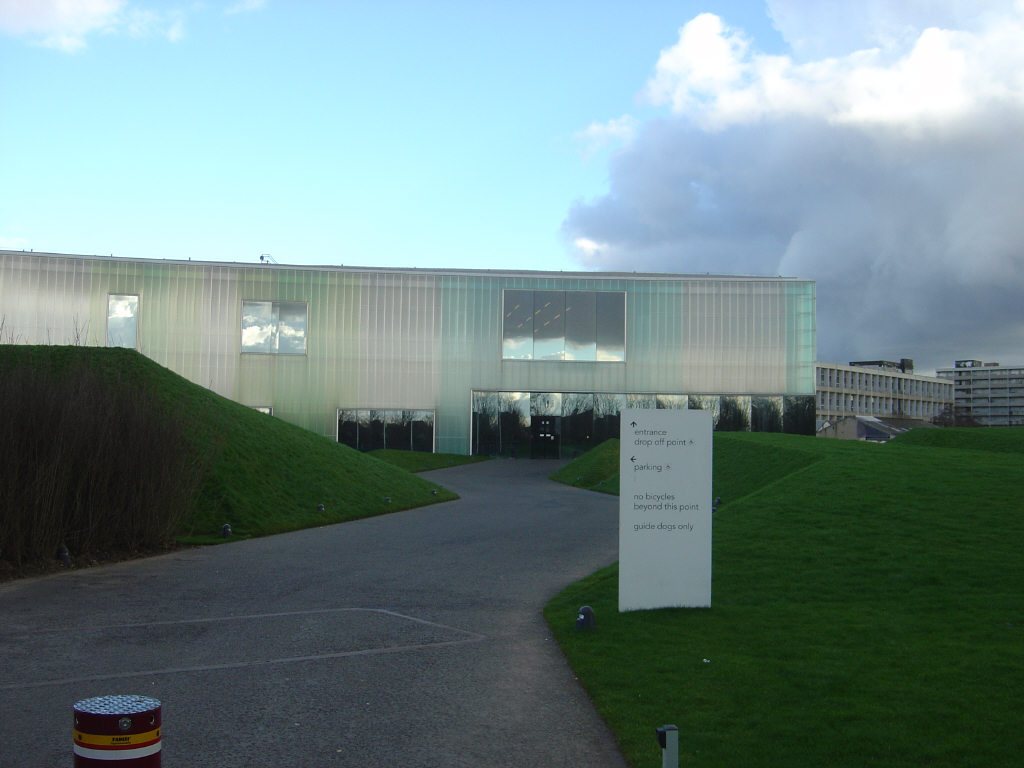
Laban Dance Centre

Das Trinity Laban Conservatoire of Music and Dance ist ein Musik- und Tanzkonservatorium mit Sitz in London, England. Es wurde 2005 als Zusammenschluss zweier älterer Institutionen gegründet – des Trinity College of Music und des Laban Dance Center. Es handelt sich um das erste Konservatorium, an dem eine Kombination aus Musik und Tanz studiert werden kann. Das Konservatorium ist auf drei Standorte verteilt: Greenwich (Trinity), Deptford und New Cross (Laban).
Das Trinity College of Music befand sich seit 2001 im an der Themse gelegenen Gebäude des früheren Royal Naval College, das zum Teil von Sir Christopher Wren entworfen wurde. Zum College gehört auch eine Konzerthalle in Blackheath.

## Trinity College of Music
Das Trinity College of Music wurde 1872 im Londoner Stadtviertel Marylebone von Henry George Nonavia Hunt gegründet, um die Ausbildung der Kirchenmusiker zu verbessern. Anfangs nahm das College nur männliche Studenten auf, die zudem der Church of England angehören mussten. Heute hat das College Fakultäten für Komposition, Alte Musik, Jazz, Keyboard, Saiteninstrumente, Gesang sowie für Blechbläser und Perkussion.

## Trinity College London
Zum Trinity College of Music gehört auch das Trinity College London (TCL), ein Institut zur Kunsterziehung, an dem Zertifikate und Diplome in Musik, Rede und Drama, Drama, Tanz, Englisch für Sprecher anderer Sprachen (Cambridge English Language Assessment) und als Lehrer für Englisch für Sprecher anderer Sprachen (TESOL) erworben werden können. In über 70 Ländern weltweit bietet es benotete und diplomierte Qualifikationen (bis zum Aufbaustudium) in verschiedenen Disziplinen der darstellenden Künste sowie des Lernens und Lehrens von Englisch (ESOL).
Die Benotung beginnt mit dem Anfängergrad und wird dann in zunehmendem Schwierigkeitsgrad von Grad 1 bis Grad 8 nummeriert. Die Kandidaten werden in drei Kategorien eingeteilt: die Aufführung von Musikstücken, technische Arbeiten und unterstützende Tests wie Blattlesen und Improvisation. Die Kandidaten werden auf einer Skala von 1 bis 100 bewertet, wobei 60 die Bestehensnote ist. Die Kandidaten haben eine gewisse Flexibilität bei der Auswahl der Teile und Tests, die für jeden dieser Abschnitte vorbereitet wurden. Neben benoteten Prüfungen bietet TCL auch Grund-, Mittel- und Fortgeschrittenenzertifikate in Musik an. TCL bietet auch Musikdiplome auf drei Ebenen an: Associate (ATCL, was dem für ein britisches Hochschulzertifikat erforderlichen Standard entspricht) und AmusTCL, Licentiate (LTCL, das dem für Großbritannien erforderlichen Standard entspricht (Bachelor-Abschluss)) und Fellowship (FTCL, was dem für einen britischen Master-Abschluss erforderlichen Standard entspricht). Im Jahr 2012 führte der Prüfungsausschuss Rock & Pop-Prüfungen für Bass, Schlagzeug, Gitarre, Keyboard und Gesang sowie Tanz ein.
Parallel bietet das Trinity College London eine Reihe Qualifikationsmöglichkeiten für Schüler und Lehrer von Theater- und Sprachfächern in  unterschiedlichen Leistungsstufen. Prüfungen können von Einzelpersonen, Paaren oder Gruppen abgelegt werden. Zu den Studienbereichen gehören: Sprache und Drama, individuelle Schauspielfähigkeiten, Gruppenperformance, William Shakespeare, Chorsprechen, Kommunikationsfähigkeiten, Musiktheater und Performancekünste. Wie in den musikalischen Fächern werden auch Diplome in den Bereichen Theater, Performance und Kommunikation auf drei Ebenen angeboten, wobei TCL die Vergabestelle für eine ganze Reihe professioneller Kurse der darstellenden Künste ist, die teilweise durch das Dance and Drama Awards-Programm finanziert werden.

## Zahlen zu den Studierenden
Im Studienjahr 2022/2023 nannten sich von den 1230 Studenten des Trinity Laban Conservatoire of Music and Dance 780 weiblich (63,4 %) und 440 männlich (35,8 %). 2016/2017 waren es 1015 Studierende gewesen, 2017/2018 1080.

## Schirmherr
Der derzeitige Schirmherr ist Edward, 2. Duke of Kent; Präsidentin des Trinity Laban ist Marion North.

## Professoren und Dozenten
- Jeremy West, Zinkenist

## Bekannte Studenten
- Johnson Gnanabaranam, 9. Bischof von Tranquebar
- Chris Letcher, Komponist und Sänger, der in Südafrika geboren wurde.
- Billy Mayerl, Komponist und Pianist
- Douglas Swan, Maler
- Jeff Wayne, Komponist
- John Powell, Filmmusikkomponist
- Dame Myra Hess, Pianistin
- Fela Kuti, nigerianischer Musiker
- Ayanna Witter-Johnson, Komponistin, Sängerin, Songwriterin, Pianistin und Cellistin

## International
Das Trinity College London bietet Prüfungen und Auszeichnungen in über 60 Ländern an. Weltweit nehmen jährlich nach eigenen Angaben des Trinity College 850.000 Prüflinge teil. In Österreich und der Schweiz befinden sich die Prüfungszentren im Aufbau. Das Trinity College London führt Prüfungen und Diplome in den Bereichen Darbietung, Unterricht, Musiktheorie und Komposition durch, die von den britischen Aufsichtsbehörden akkreditiert sind. Um eine einheitliche Prüfungsqualität zu gewährleisten, reisen zu den Prüfungen speziell zertifizierte Prüfer aus London an, um die Prüfungen abzunehmen. Der korrekte Prüfungsablauf wird von einem Supervisor überwacht (Monitoring), der selbst jedoch nicht an den Prüfungen beteiligt ist. Die Prüfungen werden in drei verschiedenen Levels für fast alle Musikinstrumente angeboten: Grundkenntnisse, mittlere Schwierigkeit, Fortgeschrittene. Zertifikatsprüfungen bestehen aus der Vorführung einer kleinen Anzahl von Stücken. Hierzu sind umfangreiche Verzeichnisse der jeweiligen Musikstücke vorhanden, aus denen die Prüfungsstücke ausgewählt werden können. Es gibt jedoch auch die Option, ein Repertoire nach eigener Wahl zu präsentieren.

### Deutschland
- Trinity Exam Centre 67482 bei Klavierstunde München[5]
- Trinity Exam Centre 66278 bei Marios Musikschule, Bonn[6]
- Trinity Exam Centre 66845 bei M.&S. Music School, Lippstadt[7]

### Österreich
- Trinity Exam Centre bei Music Academy Smale, Graz[8]

## Reputation
Das Trinity Laban Conservatoire of Music and Dance ist international als führende Schule für Musik- und Tanzausbildung anerkannt. Die Schule wurde auf Platz neun der zehn besten Musikschulen der Welt gewählt. Die Website shareranks.org listete es im März 2018 als elfte von 77 besten Musikhochschulen/Konservatorien der Welt.